# Witregel
Een witregel (in computertermen ook wel lege regel genoemd) is een regel in een tekst waar niet is geschreven of gedrukt.
Witregels worden gebruikt om een tekst in kleinere stukken in te delen en daardoor leesbaarder en/of overzichtelijker te maken. Te veel of onoordeelkundig aangebrachte witregels kunnen echter een warrige bladspiegel opleveren en de lezer afleiden.
In de literatuur, met name in gedichten, zijn witregels van belang om de verschillende onderdelen van elkaar te scheiden.